# Vladimir Kuznetsov (athlétisme)
Pour les articles homonymes, voir Vladimir Kouznetsov et Kouznetsov.
Vladimir Kuznetsov, né le 2 avril 1931 à Léningrad et mort le 29 août 1986, est un athlète russe, spécialiste du lancer du javelot, puis un biologiste éminent. Il est le frère aîné de Vassily Kuznetsov, triple champion d'Europe de décathlon.

## Biographie
Concourant sous les couleurs de l'Union des républiques socialistes soviétiques (URSS), il remporte la médaille d'argent du lancer du javelot lors des championnats d'Europe de 1954, à Berne, avec la marque de 74,61 m. Il se classe sixième de l'édition suivante, en 1958.
Il termine sixième des Jeux olympiques de 1952, douzième de ceux de 1956 et huitième de ceux de 1964. Sa carrière sportive terminée, il poursuit des études en biologie et intègre l'université.

### Palmarès
| Date | Compétition           | Lieu      | Résultat | Épreuve           | Performance |
| ---- | --------------------- | --------- | -------- | ----------------- | ----------- |
| 1952 | Jeux olympiques       | Helsinki  | 6e       | Lancer du javelot | 70,37 m     |
| 1954 | Championnats d'Europe | Berne     | 2e       | Lancer du javelot | 74,61 m     |
| 1956 | Jeux olympiques       | Melbourne | 12e      | Lancer du javelot | 67,14 m     |
| 1958 | Championnats d'Europe | Stockholm | 6e       | Lancer du javelot | 73,89 m     |
| 1964 | Jeux olympiques       | Tokyo     | 8e       | Lancer du javelot | 74,26 m     |

### Records
| Épreuve           | Performance | Lieu  | Date              |
| ----------------- | ----------- | ----- | ----------------- |
| Lancer du javelot | 85,64 m     | Bakou | 23 septembre 1962 |

## Reconversion
Après sa carrière sportive ce biologiste éminent, docteur ès sciences pédagogiques, poursuit une brillante carrière scientifique. Il enseigne en Sibérie, à l'université de Tomsk, dont le département de biologie date de 1885. Directeur-adjoint du département de recherche fondamentale de l’institut scientifique soviétique de culture physique de l'université Lomonosov à Moscou, il en dirige le laboratoire d'anthropomaximologie. Il devient alors une référence scientifique majeure pour l'entraînement sportif tant au niveau de diverses fédérations internationales qu'à celui du Comité international olympique (CIO).